# Geomysaprinus laramiensis
Geomysaprinus laramiensis är en skalbaggsart som först beskrevs av Thomas Casey 1893.  Geomysaprinus laramiensis ingår i släktet Geomysaprinus och familjen stumpbaggar. Inga underarter finns listade i Catalogue of Life.